# Guizengeard
Guizengeard est une commune du Sud-Ouest de la France située dans le département de la Charente, en région Nouvelle-Aquitaine.
Ses habitants sont les Guizengeardais et les Guizengeardaises.

## Géographie

### Localisation et accès
Guizengeard est une petite commune du pays Sud Charente et de la forêt de la Double saintongeaise, limitrophe de la Charente-Maritime, située à 6 km au sud-ouest de Brossac, chef-lieu de son canton et 44 km au sud-ouest d'Angoulême.
Le bourg de Guizengeard est aussi à 10 km à l'est de Chevanceaux, 11 km au nord-est de Montguyon, 12 km à l'ouest de Chalais, 14 km au sud-est de Baignes, 19 km au sud de Barbezieux, 47 km au sud de Cognac et 63 km de Bordeaux.
À l'écart des routes importantes, la commune est traversée du nord au sud par la D 68 qui descend la vallée du Palais en direction de Montguyon et relie le bourg à la mairie. La D 195 mène vers Brossac et la D 127 vers Barbezieux.

### Hameaux et lieux-dits
Le bourg de Guizengeard est minuscule et localisé autour du cimetière et de sa chapelle. La mairie et la salle des fêtes se trouvent à un kilomètre plus en amont dans la vallée, au hameau « chez Thomas », hameau le plus peuplé de la commune.
On trouve aussi de nombreux petits hameaux et fermes : chez Rambaud, Gobourg, chez Drigaud, les Petits Cousinauds, la Tannerie, etc..

### Communes limitrophes
| Boisbreteau                     | Oriolles                               | Chillac, Passirac |
| Chevanceaux (Charente-Maritime) | Guizengeard                            | Brossac           |
| Neuvicq (Charente-Maritime)     | Boresse-et-Martron (Charente-Maritime) | Saint-Vallier     |

### Géologie et relief
La totalité de la commune est occupée par un terrain composé de sable kaolinique, d'argiles et de galets, dépôt datant du Tertiaire,,.
Le relief de la commune est assez vallonné. Le point culminant est à une altitude de 157 m, situé aux Moulins, en limite avec Boisbreteau dont c'est aussi le point culminant. Le point le plus bas est à 64 m, situé au bord du Palais sur la limite sud, à la Tannerie.

### Végétation

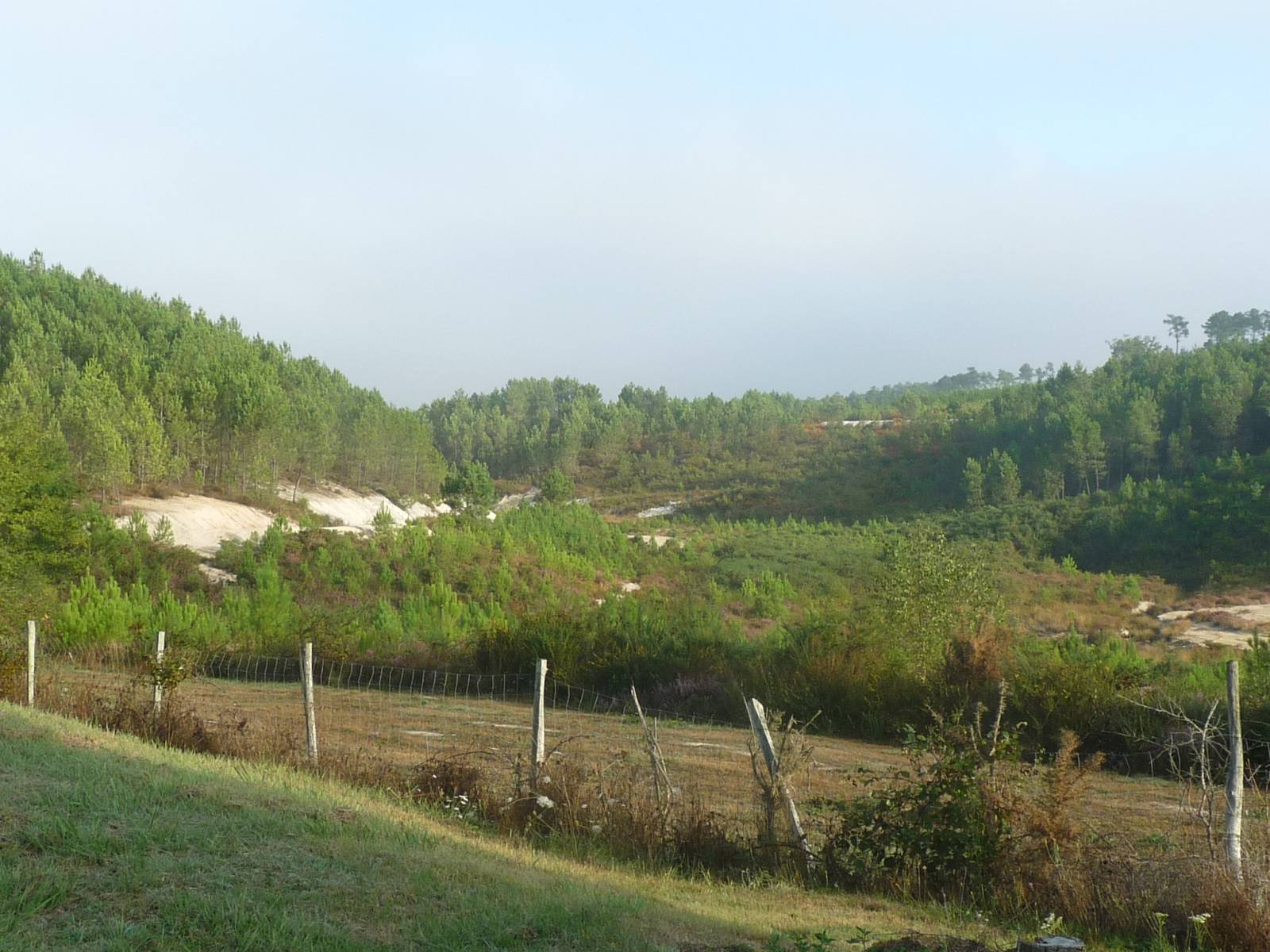
La forêt vue du cimetière.

Ces sols peu fertiles ou landes sont souvent boisés en pins maritimes, châtaigniers, chênes (rouvres, pédonculés, tauzins), et bruyère et constituent la Double saintongeaise, appelée forêt de Chaux ou Petit Angoumois dans la partie charentaise, qui couvre une grande partie des cantons de Brossac et Baignes.

### Hydrographie

#### Réseau hydrographique

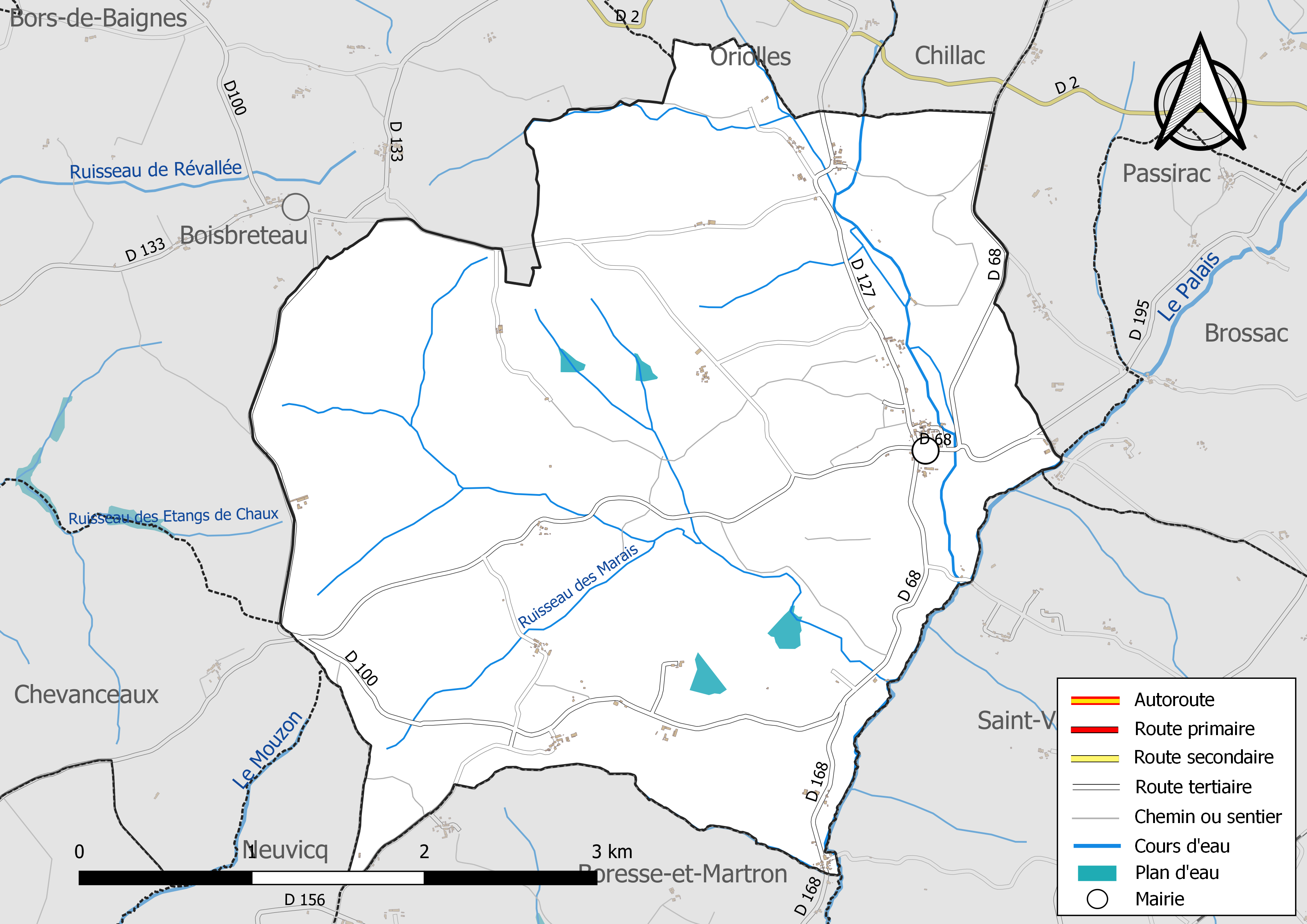
Réseaux hydrographique et routier de Guizengeard.

La commune est située dans le bassin de la Dordogne au sein  du Bassin Adour-Garonne. Elle est drainée par le Palais et le ruisseau des Marais et par divers petits cours d'eau, qui constituent un réseau hydrographique de 21 km de longueur totale,.
La commune occupe le versant rive droite de la vallée du Palais, affluent du Lary et sous-affluent de l'Isle. Toute la commune est sur le bassin versant de la Dordogne.
Le Palais a plusieurs affluents dans la commune. Le ruisseau qui passe chez Thomas prend ses sources dans les communes voisines d'Oriolles et Chillac; il s'appelle le Geard. Plus en aval, le ruisseau des Marais draine l'ouest de la commune. Il se jette dans le Palais près du bourg. Enfin, la Nauve Martin, petit affluent du Palais, fait la limite sud de la commune et du département..
Il y a de nombreuses retenues d'eau et étangs, dont certains comblent d'anciennes carrières.

#### Gestion des eaux
Le territoire communal est couvert par le schéma d'aménagement et de gestion des eaux (SAGE) « Isle - Dronne ». Ce document de planification, dont le territoire regroupe les bassins versants de l'Isle et de la Dronne, d'une superficie de 7 500 km2, a été approuvé le 2 août 2021. La structure porteuse de l'élaboration et de la mise en œuvre est l'établissement public territorial de bassin de la Dordogne (EPIDOR). Il définit sur son territoire les objectifs généraux d’utilisation, de mise en valeur et de protection quantitative et qualitative des ressources en eau superficielle et souterraine, en respect des objectifs de qualité définis dans le troisième SDAGE  du Bassin Adour-Garonne qui couvre la période 2022-2027, approuvé le 10 mars 2022.

### Climat
Comme dans les trois quarts sud et ouest du département, le climat est océanique aquitain.

## Urbanisme

### Typologie
Au 1er janvier 2024, Guizengeard est catégorisée commune rurale à habitat très dispersé, selon la nouvelle grille communale de densité à 7 niveaux définie par l'Insee en 2022.
Elle est située hors unité urbaine et hors attraction des villes,.

### Occupation des sols
L'occupation des sols de la commune, telle qu'elle ressort de la base de données européenne d’occupation biophysique des sols Corine Land Cover (CLC), est marquée par l'importance des forêts et milieux semi-naturels (59,2 % en 2018), en augmentation par rapport à 1990 (51,9 %). La répartition détaillée en 2018 est la suivante : 
forêts (47 %), zones agricoles hétérogènes (29,1 %), milieux à végétation arbustive et/ou herbacée (12,2 %), prairies (9,3 %), mines, décharges et chantiers (2,4 %). L'évolution de l’occupation des sols de la commune et de ses infrastructures peut être observée sur les différentes représentations cartographiques du territoire : la carte de Cassini (XVIIIe siècle), la carte d'état-major (1820-1866) et les cartes ou photos aériennes de l'IGN pour la période actuelle (1950 à aujourd'hui).

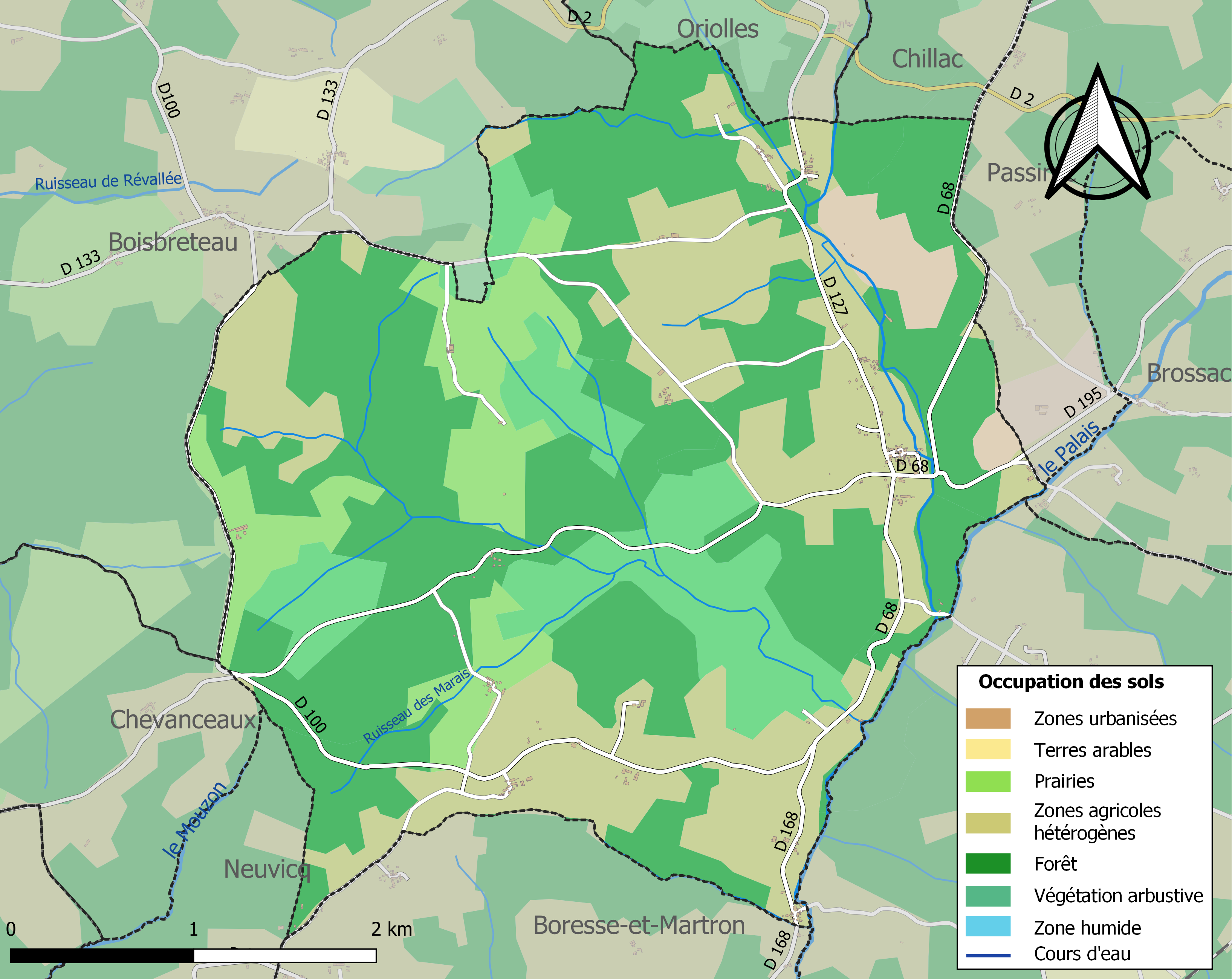
Carte des infrastructures et de l'occupation des sols de la commune en 2018 (CLC).

### Risques majeurs
Le territoire de la commune de Guizengeard est vulnérable à différents aléas naturels : météorologiques (tempête, orage, neige, grand froid, canicule ou sécheresse), feux de forêts, mouvements de terrains et séisme (sismicité faible). Un site publié par le BRGM permet d'évaluer simplement et rapidement les risques d'un bien localisé soit par son adresse soit par le numéro de sa parcelle.
Guizengeard est exposée au risque de feu de forêt. Un plan départemental de protection des forêts contre les incendies (PDPFCI) a été élaboré pour la période 2017-2026, faisant suite à un plan 2007-2016. Les mesures individuelles de prévention contre les incendies sont précisées par divers arrêtés préfectoraux et s’appliquent dans les zones exposées aux incendies de forêt et à moins de 200 mètres de celles-ci. L’arrêté du 3 mai 2016 règlemente l'emploi du feu en interdisant notamment d’apporter du feu, de fumer et de jeter des mégots de cigarette dans les espaces sensibles et sur les voies qui les traversent sous peine de sanctions. L'arrêté du 27 décembre 2019 rend le débroussaillement obligatoire, incombant au propriétaire ou ayant droit,,,.

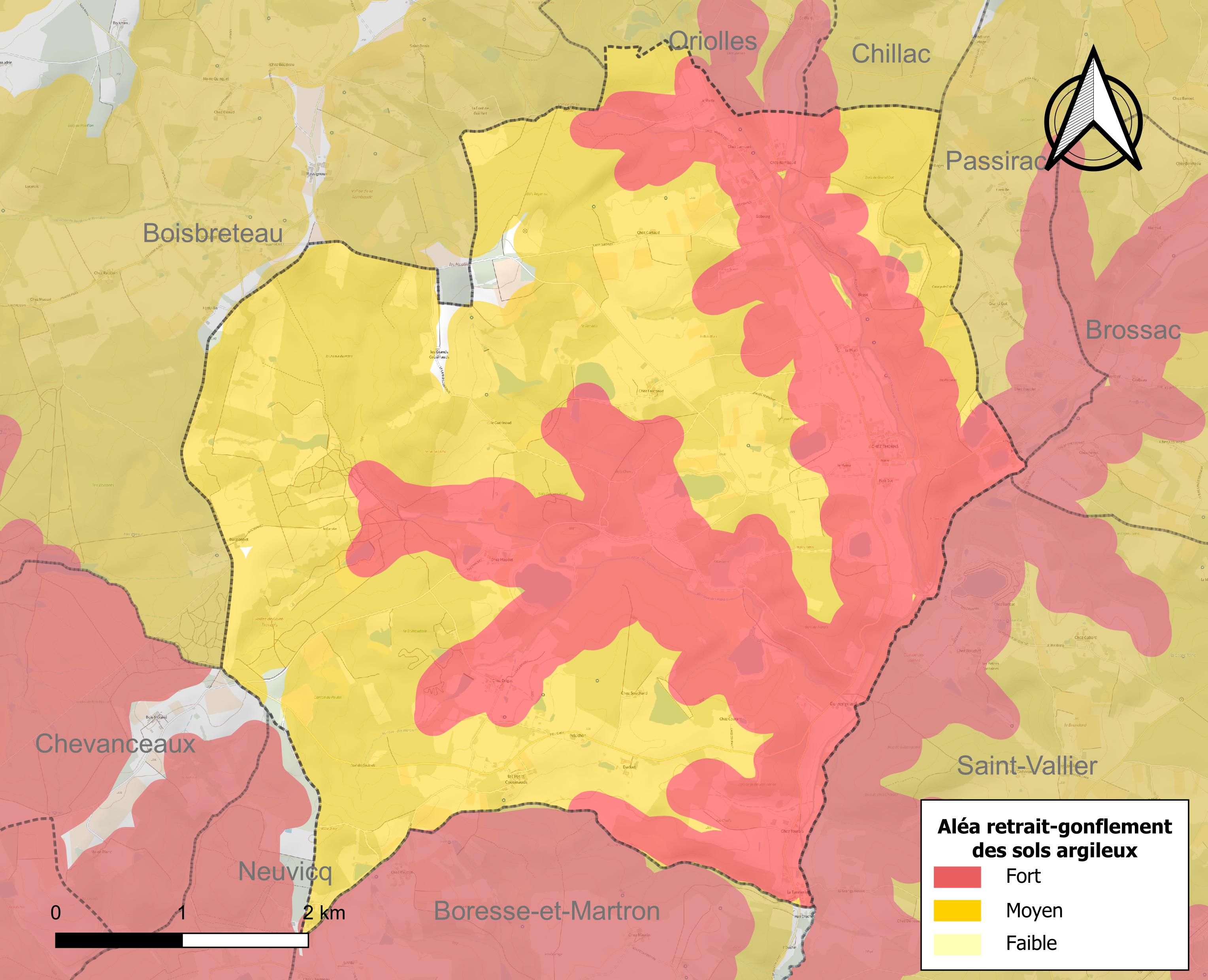
Carte des zones d'aléa retrait-gonflement des sols argileux de Guizengeard.

Les mouvements de terrains susceptibles de se produire sur la commune sont des affaissements et effondrements liés aux cavités souterraines (hors mines). Par ailleurs, afin de mieux appréhender le risque d’affaissement de terrain, l'inventaire national des cavités souterraines permet de localiser celles situées sur la commune.
Le retrait-gonflement des sols argileux est susceptible d'engendrer des dommages importants aux bâtiments en cas d’alternance de périodes de sécheresse et de pluie. 98,9 % de la superficie communale est en aléa moyen ou fort (67,4 % au niveau départemental et 48,5 % au niveau national). Sur les 99 bâtiments dénombrés sur la commune en 2019, 98 sont en aléa moyen ou fort, soit 99 %, à comparer aux 81 % au niveau départemental et 54 % au niveau national. Une cartographie de l'exposition du territoire national au retrait gonflement des sols argileux est disponible sur le site du BRGM,.
Par ailleurs, afin de mieux appréhender le risque d’affaissement de terrain, l'inventaire national des cavités souterraines permet de localiser celles situées sur la commune.
La commune a été reconnue en état de catastrophe naturelle au titre des dommages causés par les inondations et coulées de boue survenues en 1982 et 1999. Concernant les mouvements de terrains, la commune a été reconnue en état de catastrophe naturelle au titre des dommages causés par des mouvements de terrain en 1999 et 2010.

## Toponymie
Une forme ancienne est Guissenjard au XIIIe siècle. Une autre forme écrite autrefois, sans précision de date, était Guillonzart, et c'est ainsi que le prononçaient certains anciens habitants au début du XXe siècle.
Plusieurs étymologies ont été proposées. L'origine du nom de Guizengeard pourrait remonter à Vado Ansgarde, signifiant « le gué d'Ansgardis », d'un nom de femme germanique. Talbert y voit un nom de femme germanique, Wisa, avec la préposition en et le Jard, le principal affluent du Palais dans la commune,.

## Histoire
L'église était servie par les curés de Boresse, puis ceux de Boisbreteau.
Sous l'Ancien Régime, Durfort était un petit fief démembré de la seigneurie des Châtelars, à Passirac, qui fut acquis au XVIIIe siècle par la famille Desroches, qui y résida.
Au début du XXe siècle, la seule industrie de la commune était celle du charbon de bois, qui s'exportait assez loin dans le département.
Entre 1975 et 2010, l'argile blanche kaolinique a été exploitée par la société AGS, comme à Condéon, Touvérac, Oriolles et Clérac. Ces anciennes carrières ont été aménagées en zones naturelles.

### Les Templiers et les Hospitaliers ou l'ordre de Saint-Antoine
Cette ancienne paroisse de Saintonge formait autrefois la commanderie de la Lande, qui a d'abord appartenu aux Templiers avant d'être donnée, à la dissolution de cet ordre, aux Hospitaliers de l'ordre de Saint-Jean de Jérusalem, selon Martin-Buchey, ou à l'ordre de Saint-Antoine, d'après un auteur plus récent.
L'église Saint-Jean-Baptiste de la commanderie de Guizengeard est située dans le cimetière, au bourg, et faisait partie de l'ancienne commanderie templière des Templiers, puis des Hospitaliers. La chapelle date du XIIe siècle (dont il reste encore le chevet) et elle a été refaite en 1854. Elle est devenue église paroissiale au XVIIe siècle, et les bâtiments conventuels ont été détruits.

## Administration

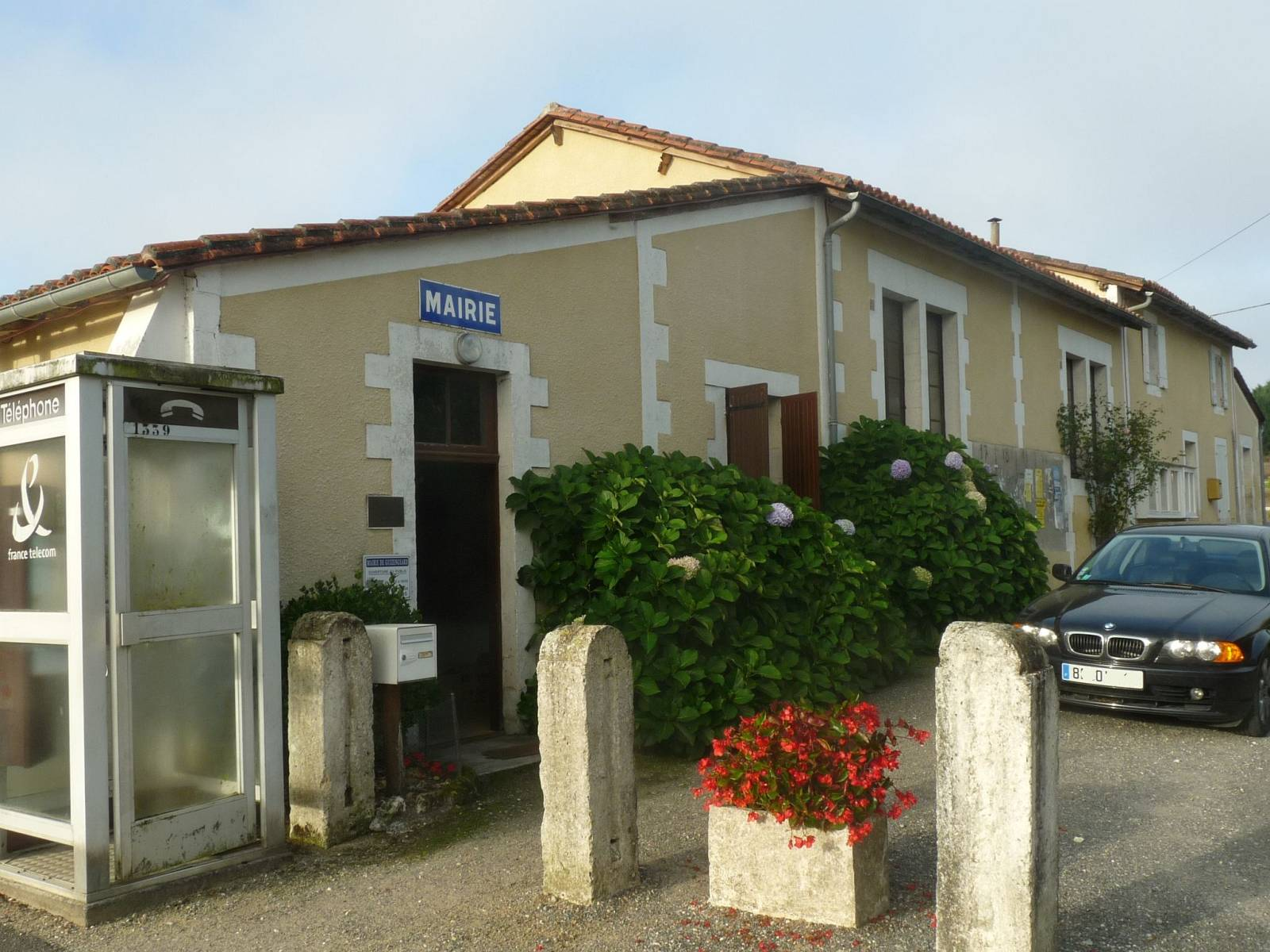
La mairie.

| Période                                  | Période  | Identité         | Étiquette | Qualité              |
| ---------------------------------------- | -------- | ---------------- | --------- | -------------------- |
| depuis 1995                              | En cours | Christian Gadrat | SE        | Retraité de la Poste |
| Les données manquantes sont à compléter. |          |                  |           |                      |

## Démographie

### Évolution démographique
L'évolution du nombre d'habitants est connue à travers les recensements de la population effectués dans la commune depuis 1793. Pour les communes de moins de 10 000 habitants, une enquête de recensement portant sur toute la population est réalisée tous les cinq ans, les populations de référence des années intermédiaires étant quant à elles estimées par interpolation ou extrapolation. Pour la commune, le premier recensement exhaustif entrant dans le cadre du nouveau dispositif a été réalisé en 2005.

En 2022, la commune comptait 165 habitants, en évolution de −1,2 % par rapport à 2016 (Charente : −0,48 %, France hors Mayotte : +2,11 %).
| 1793 | 1800 | 1806 | 1821 | 1831 | 1841 | 1846 | 1851 | 1856 |
| ---- | ---- | ---- | ---- | ---- | ---- | ---- | ---- | ---- |
| 346  | 291  | 364  | 386  | 445  | 418  | 407  | 363  | 412  |

| 1861 | 1866 | 1872 | 1876 | 1881 | 1886 | 1891 | 1896 | 1901 |
| ---- | ---- | ---- | ---- | ---- | ---- | ---- | ---- | ---- |
| 344  | 386  | 321  | 355  | 362  | 376  | 386  | 390  | 333  |

| 1906 | 1911 | 1921 | 1926 | 1931 | 1936 | 1946 | 1954 | 1962 |
| ---- | ---- | ---- | ---- | ---- | ---- | ---- | ---- | ---- |
| 346  | 331  | 281  | 280  | 233  | 285  | 244  | 199  | 223  |

| 1968 | 1975 | 1982 | 1990 | 1999 | 2005 | 2006 | 2010 | 2015 |
| ---- | ---- | ---- | ---- | ---- | ---- | ---- | ---- | ---- |
| 235  | 213  | 202  | 168  | 155  | 173  | 168  | 152  | 162  |

| 2020 | 2022 | - | - | - | - | - | - | - |
| ---- | ---- | - | - | - | - | - | - | - |
| 163  | 165  | - | - | - | - | - | - | - |

### Pyramide des âges
La population de la commune est relativement jeune.
En 2018, le taux de personnes d'un âge inférieur à 30 ans s'élève à 31,3 %, soit au-dessus de la moyenne départementale (30,2 %). À l'inverse, le taux de personnes d'âge supérieur à 60 ans est de 27,6 % la même année, alors qu'il est de 32,3 % au niveau départemental.
En 2018, la commune comptait 83 hommes pour 84 femmes, soit un taux de 50,3 % de femmes, légèrement inférieur au taux départemental (51,59 %).
Les pyramides des âges de la commune et du département s'établissent comme suit.
| Hommes | Classe d’âge | Femmes |
| ------ | ------------ | ------ |
| 1,2    | 90 ou +      | 1,2    |
| 9,9    | 75-89 ans    | 7,3    |
| 18,5   | 60-74 ans    | 17,1   |
| 23,5   | 45-59 ans    | 32,9   |
| 17,3   | 30-44 ans    | 8,5    |
| 16,0   | 15-29 ans    | 11,0   |
| 13,6   | 0-14 ans     | 22,0   |

| Hommes | Classe d’âge | Femmes |
| ------ | ------------ | ------ |
| 1      | 90 ou +      | 2,7    |
| 9,2    | 75-89 ans    | 12     |
| 20,6   | 60-74 ans    | 21,3   |
| 20,7   | 45-59 ans    | 20,3   |
| 16,8   | 30-44 ans    | 16     |
| 15,6   | 15-29 ans    | 13,4   |
| 16,1   | 0-14 ans     | 14,3   |

## Économie

### Agriculture
La viticulture occupe une petite partie de l'activité agricole. La commune est située dans les Bons Bois, dans la zone d'appellation d'origine contrôlée du cognac.

## Lieux et monuments
- L'église Saint-Jean-Baptiste est située dans le cimetière, au bourg. Elle possède la cloche la plus ancienne de Charente, datée de 1495[31]. Le cimetière abrite un buste de 1911 fait par Émile Grégoire, sculpteur français né à Brossac, dédié à sa mère et ornant la tombe de celle-ci[40],[41].

- Le logis de Durfort daterait du XVIIe siècle, mais le logis principal a été partiellement reconstruit au milieu du XIXe siècle[42].
- Les anciennes carrières d'argile blanche ont été aménagées en réserve écologique dans les années 2010. Situé au milieu des pins à côté de l'église, le parc de 95 hectares comporte des étangs et a été confié au CREN. Un sentier de découverte a été aménagé[43],[30].
- Un parc safari de 650 hectares, propriété du château de Chaux à cheval aussi sur la commune de Boisbreteau et la Charente-Maritime et dont l'entrée est au Relais de Buissonnet, est aussi ouvert depuis les années 2010 pour les périodes estivales[44],[45].

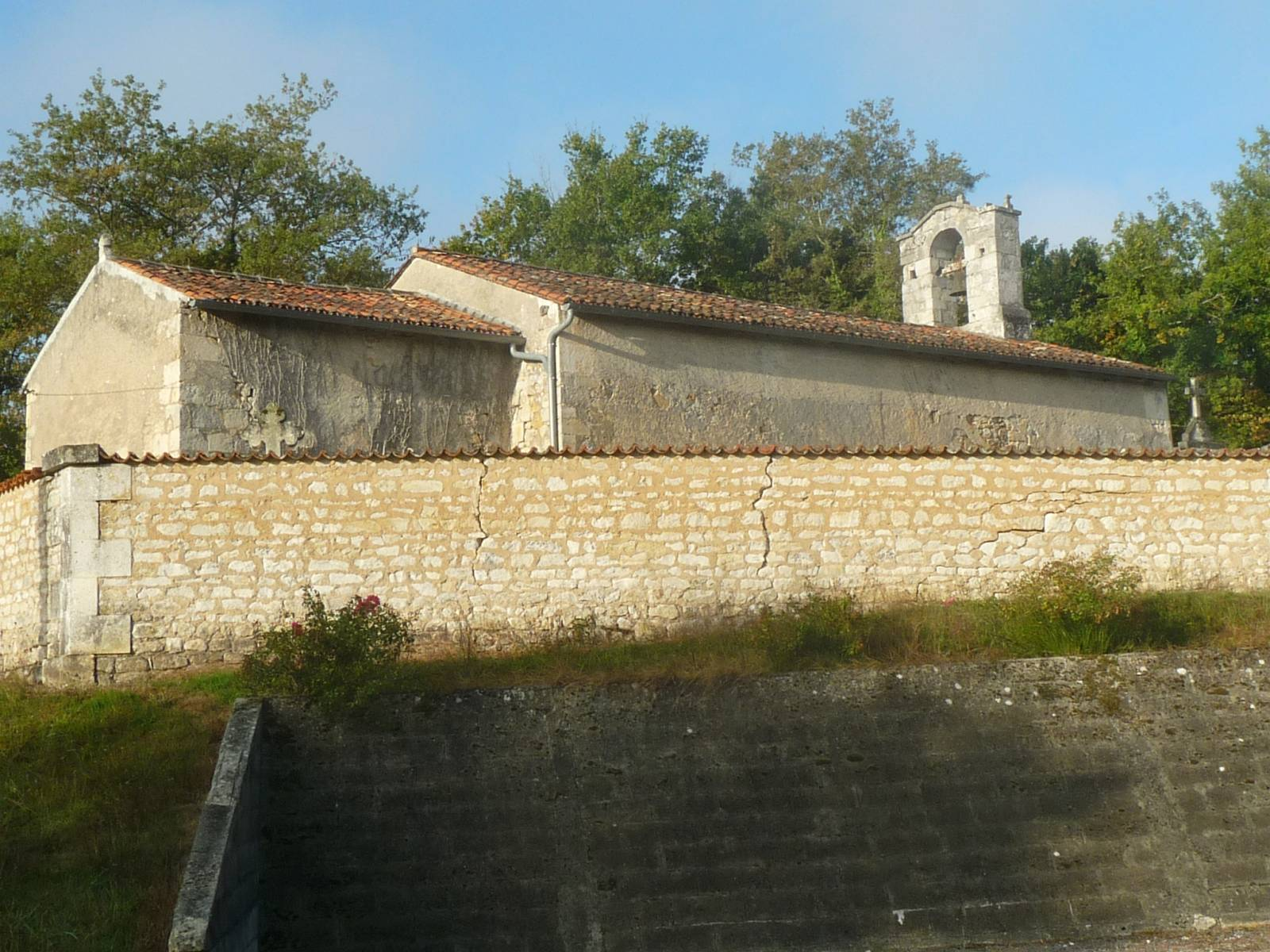
L'église de Guizengeard.
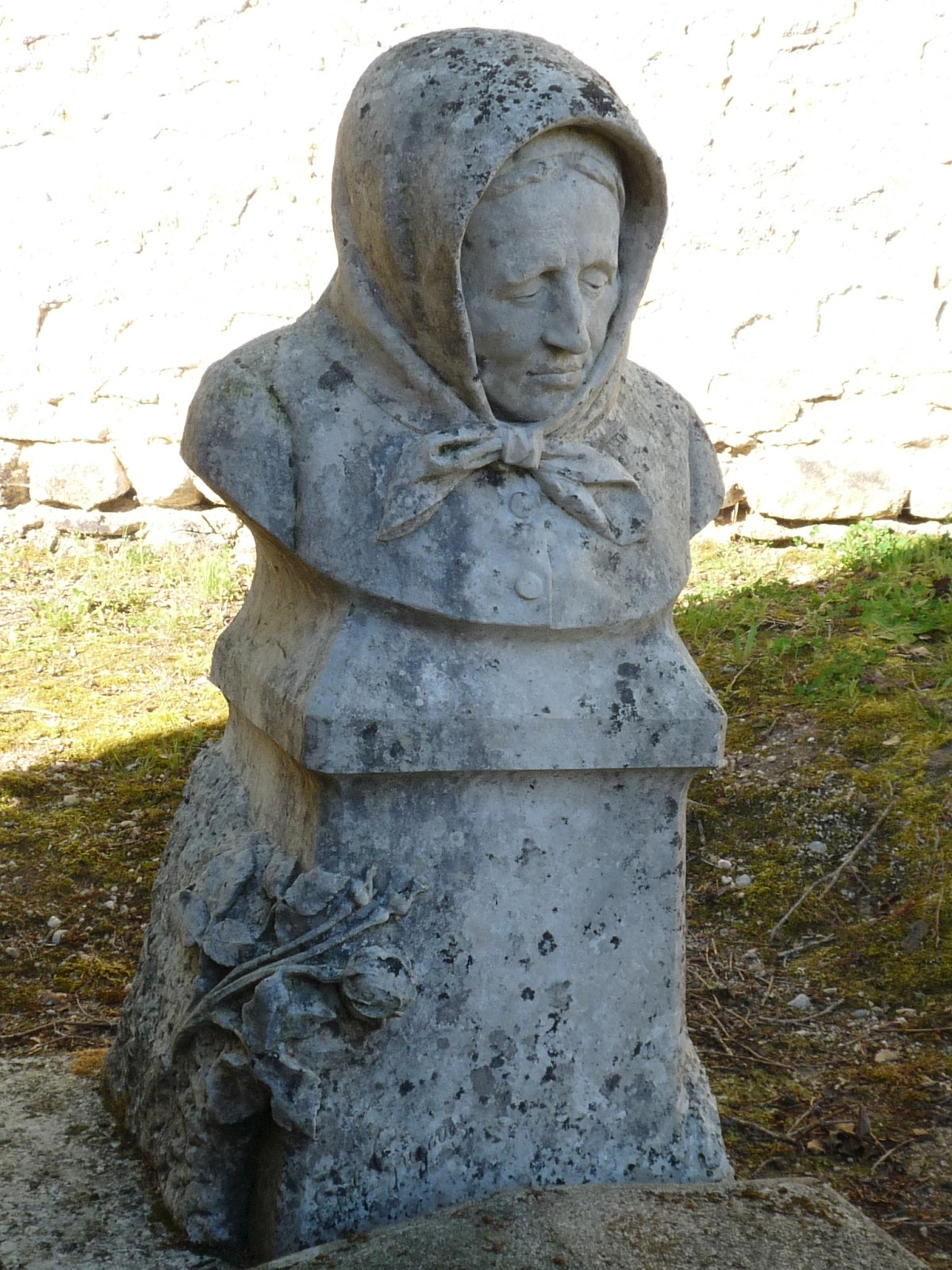
Buste de la mère d'Émile Grégoire.
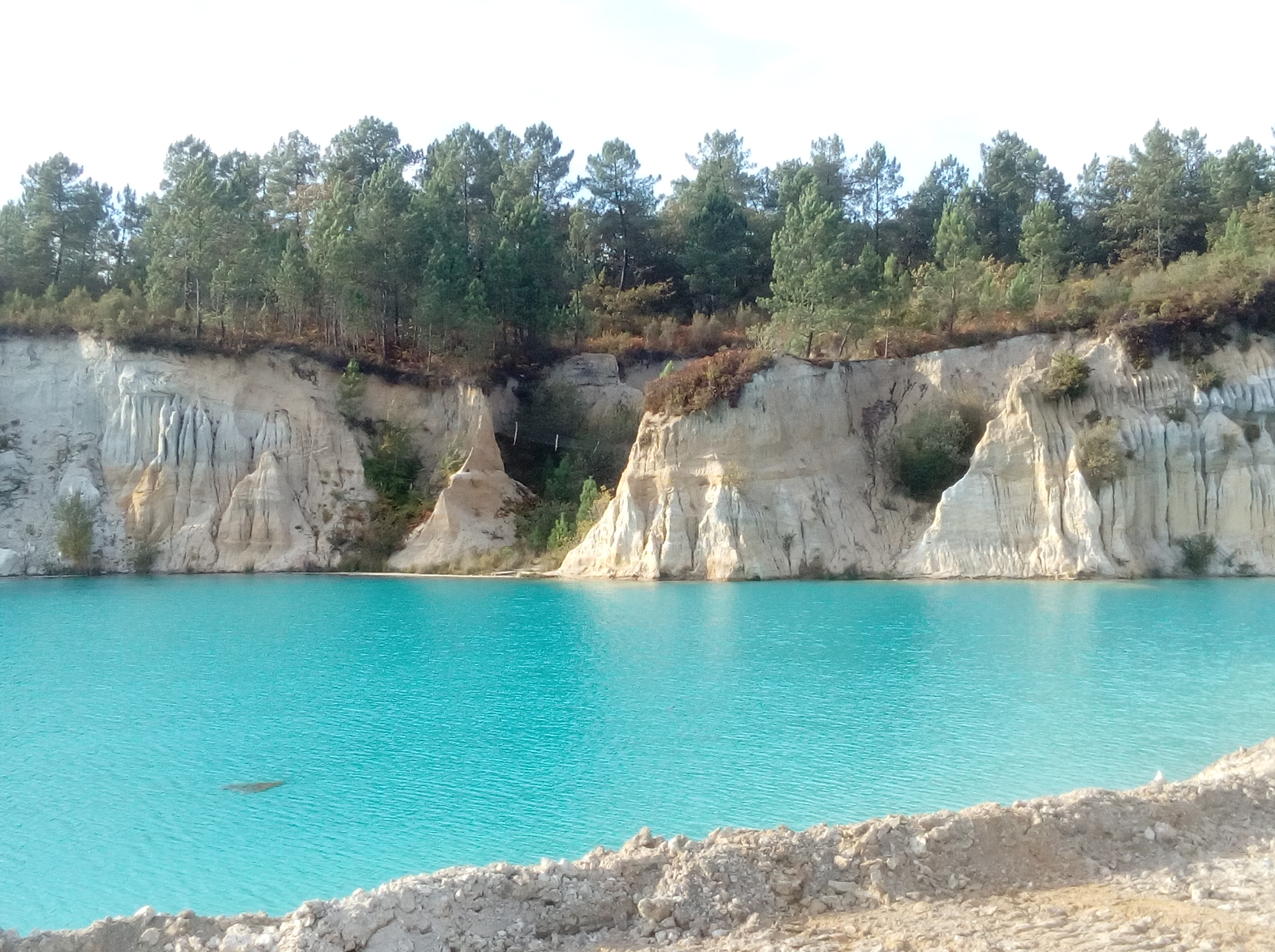
Étang turquoise dans le parc écologique.